# Seljafjall
Seljafjall är ett berg i republiken Island. Det ligger i regionen Västfjordarna, 230 km norr om huvudstaden Reykjavík. Toppen på Seljafjall är 674 meter över havet.
Trakten runt Seljafjall är nära nog obefolkad, med mindre än två invånare per kvadratkilometer. Närmaste större samhälle är Hnífsdalur, omkring 20 kilometer sydväst om Seljafjall. Trakten runt Seljafjall är permanent täckt av is och snö.